# Goniolimon glaberrimum
Goniolimon glaberrimum är en triftväxtart som först beskrevs av William Aiton, och fick sitt nu gällande namn av Michail Klokov. Goniolimon glaberrimum ingår i släktet Goniolimon och familjen triftväxter. Inga underarter finns listade i Catalogue of Life.